# Cloudina hartmanae
Cloudina hartmanae is een uitgestorven borstelworm waarvan de positie binnen de groep onduidelijk is.
De wetenschappelijke naam van de soort werd in 1972 gepubliceerd door Germs.